# Jawa 50 Typ 23 Mustang
Die Jawa 50 Typ 23, war ein Mokick von Jawa, das in Bystrica produziert wurde. Der Beiname „Mustang“ wurde für den Übersee-Export verwendet, aber auch für den Export in die damalige Bundesrepublik Deutschland. Das Kleinkraftrad hatte einen Zweitakt-Einzylindermotor und basierte technisch auf der Jawa Typ 05/20. 1982 wurde die Produktion ohne Nachfolger eingestellt. In der DDR erlangte der Typ durch zeitweisen Import in größeren Stückzahlen eine gewisse Verbreitung.

## Technische Beschreibung
Mit einfachsten Mitteln wurde aus dem Rollertyp Jawa Typ 05/20 ein sportlich erscheinendes Mokick abgeleitet. Motor, Kastenprofilrahmen und Fahrwerk wurden weitgehend übernommen. Lediglich die Hinterradführung, nunmehr an einer Rohrschwinge, wurde geändert. Überarbeitete Überstromkanäle des Motors ergaben eine größere Motorleistung als bisher (nun 4,0 PS). Um mit dem tiefliegenden Rollerfahrwerk ein gar zu frühes Aufsetzen zu vermeiden, wurden die Federwege auf 50/70 mm (vorn/hinten) gekürzt. Ein großer, schmaler Tank (ohne Rahmenunterzug) mit 10 Litern Fassungsvermögen ergab anstelle des freien Durchstiegs nun ein Mokick, das mit Knieschluss gefahren werden konnte. In der Praxis war dies jedoch kaum möglich, da der Behälter zu tief saß. Sportlich gestaltete Kotflügel und ein hochgezogener, breiter Lenker vervollständigten das sportlich-motorradartige Erscheinungsbild. Die elektrische Ausstattung fiel knapp aus, der Typ 23 hatte weder Batterie, Bremslicht, Blinker, Parkleuchte noch Hupe.
Kurz vor Produktionseinstellung wurden noch einige Detailverbesserungen wie Hochlenker und geänderter Scheinwerfer mit separat angeordnetem Tachometer angekündigt.

## Eigenschaften und Export in die DDR
Zu Importbeginn 1973 weckte der Typ 23 Interesse unter Jugendlichen, da es seinerzeit kein Simson-Mokick mit vergleichbar sportlicher Motorradoptik gab. In der Fahrpraxis machte sich die inkonsequente Entwicklung durch eine harte Federung und dennoch deutlich zu wenig Bodenfreiheit bemerkbar. Die Teleskopgabel war nicht ausreichend verwindungssteif und auch ihre fehlende Stoßdämpfung beeinträchtigte das Fahrverhalten. Die Elastizität des Motors wurde von der Fachpresse als mangelhaft bezeichnet, und der primitive Vergaser ohne Starteinrichtung verursachte neben einem relativ hohen Kraftstoffverbrauch (3,2 l/100 km) auch Warmstartprobleme. Aufgrund der offensichtlich deutlichen Nachteile gegenüber den Simson-Kleinkrafträdern wurde schon zu Importbeginn prognostiziert, dass der Typ 23 nur in einer weiterentwickelten Form Bestand in der Publikumsgunst haben würde. Tatsächlich tat sich nicht mehr viel am Typ 23, stattdessen brachte Simson 1975 die sportliche S 50 heraus. Etwa zur gleichen Zeit wurde der Import des Typs 23 beendet, zumindest 1975 gab es noch Importe. Spitznamen des Typs 23 in der DDR waren seinerzeit Indianerfahrrad und Zwiebacksäge.
Im Heimatland stand der Typ 23 nicht direkt in Konkurrenz zu den Kleinkrafträdern von Simson, da eine Einfuhrsperre gegen Zweiräder der DDR in die ČSSR bestand. 1982 wurde die Produktion von Jawa-Kleinkrafträdern insgesamt beendet. Lediglich die Babetta wurde an einem anderen Standort weitergebaut.

## Technische Daten
| Bauart                      | Luftgekühlter, liegender Einzylinderzweitaktmotor mit Gemischschmierung |
| Hubraum                     | 49,9 cm³                                                                |
| Bohrung                     | 38 mm                                                                   |
| Hub                         | 44 mm                                                                   |
| Verdichtung                 | 9,5                                                                     |
| Leistung                    | 4,0 PS bei 6500/min                                                     |
| Getriebe                    | 3-Gang-Fußschaltung                                                     |
| Höchstgeschwindigkeit       | 60 km/h                                                                 |
| Tankinhalt                  | 7,5l (Laut Hersteller 10l)                                              |
| Verbrauch                   | 3,2 l/100 km                                                            |
| Länge                       | 1790 mm                                                                 |
| Breite                      | 860 mm                                                                  |
| Höhe                        | 1040 mm                                                                 |
| Reifengröße                 | 2.75-16                                                                 |
| Leermasse (ohne Kraftstoff) | 67 kg                                                                   |
| Tragfähigkeit               | 163 kg                                                                  |
| Bremse vorn/hinten          | Trommelbremsen, 120 mm Durchmesser                                      |